# Сювертсен, Олаф
Олаф Сювертсен (норв. Olaf Syvertsen; 23 августа 1884, Осло — 13 июня 1964, Осло) — норвежский гимнаст, серебряный призёр летних Олимпийских игр 1908.
На Играх 1908 в Лондоне Сювертсен участвовал только в командном первенстве, в котором его сборная заняла второе место.